# Rinascimento romagnolo

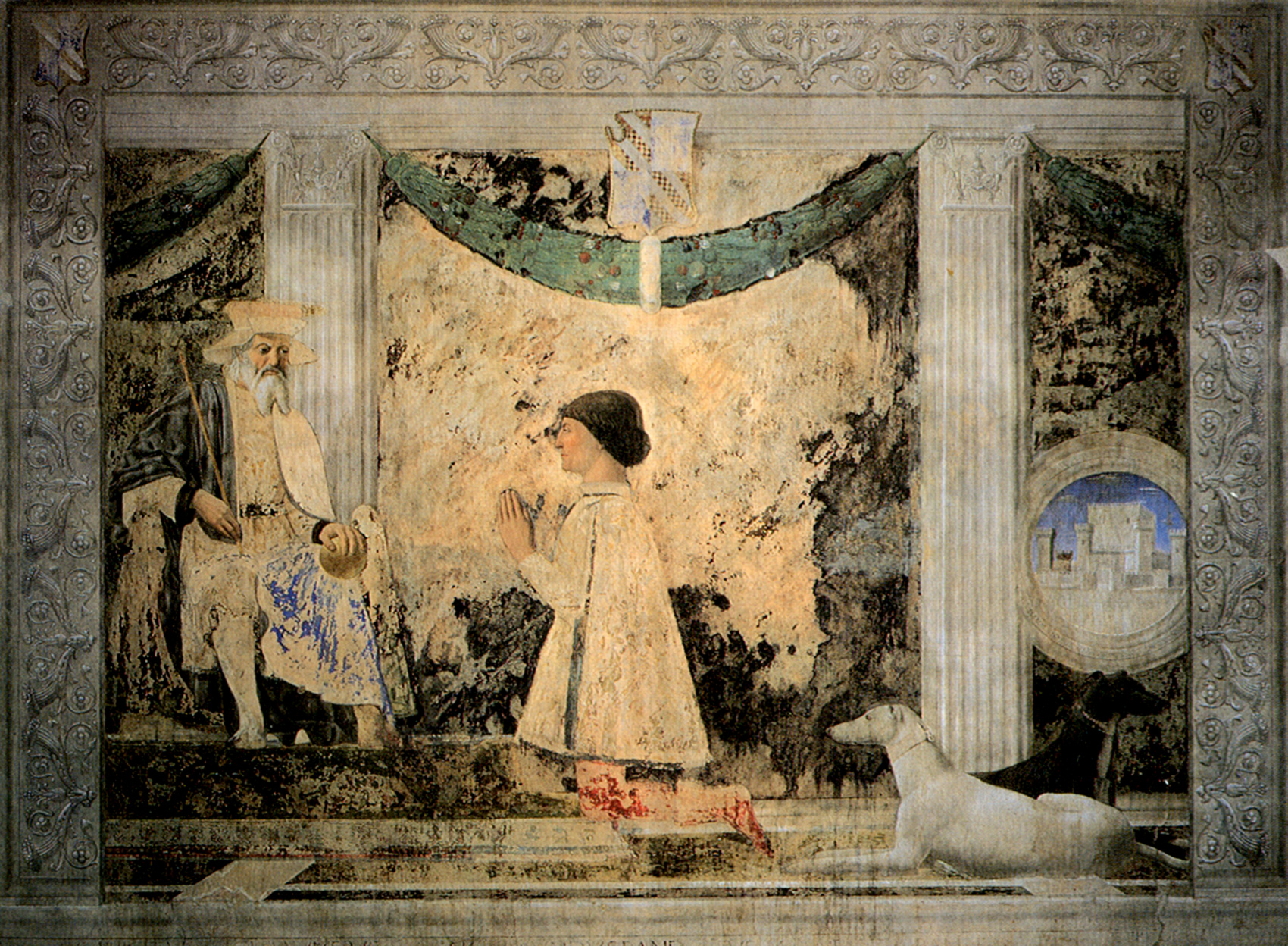
Piero della Francesca, Sigismondo Pandolfo Malatesta in preghiera davanti a San Sigismondo (1451)

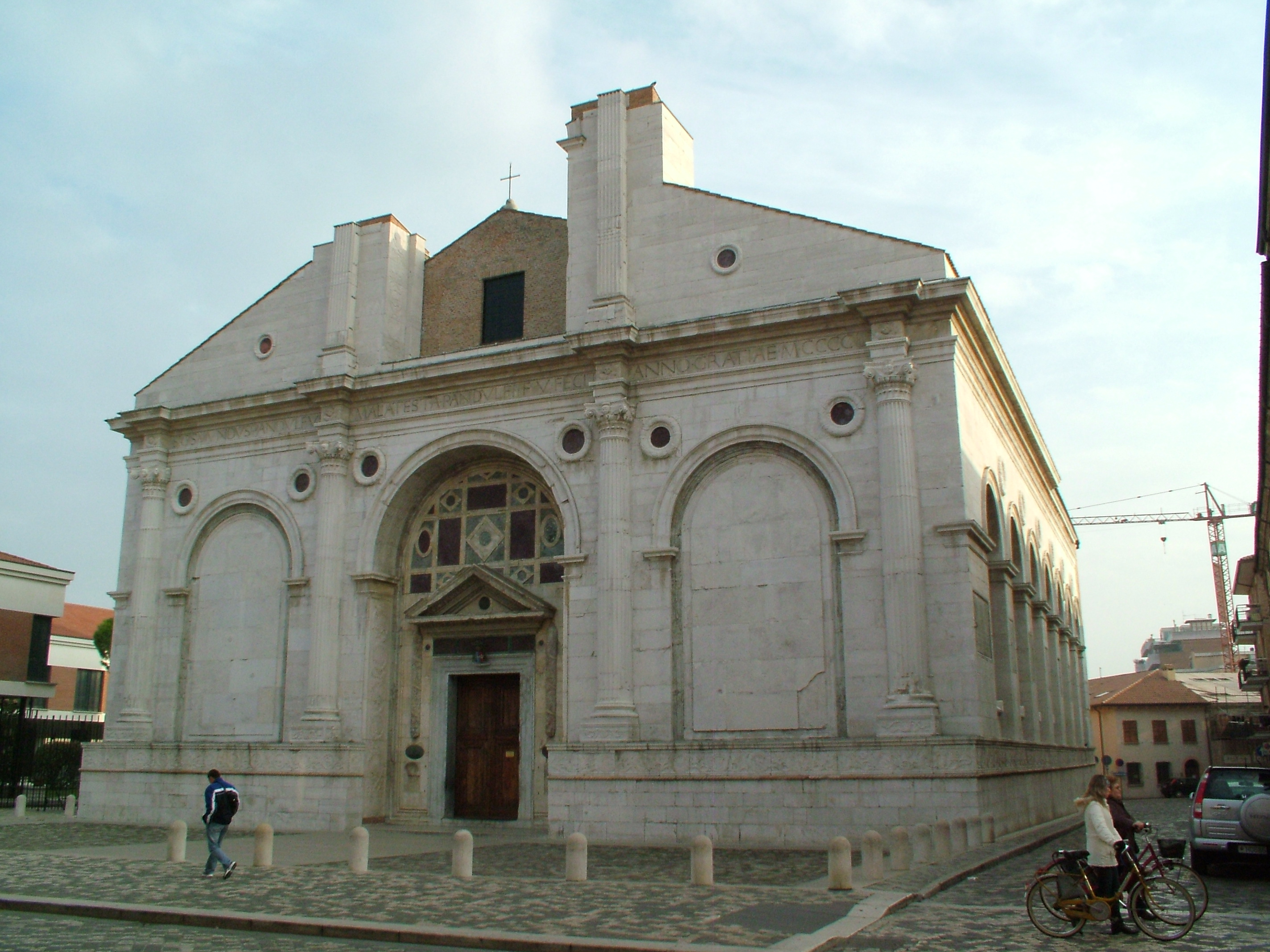
Leon Battista Alberti, esterno del Tempio Malatestiano (1450)

In Romagna l'arrivo del Rinascimento produsse alcune importanti declinazioni artistiche nel panorama italiano. Il centro più importante fu Rimini, che ebbe una breve ma intensa stagione artistica con la signoria di Sigismondo Pandolfo Malatesta, derivata dall'esempio della Urbino di Federico da Montefeltro, ma dotata di caratteristiche proprie. 
Dall'esempio riminese derivarono le fioriture in città vicine come Cesena e Forlì. In quest'ultima i numerosi spunti dell'Italia settentrionale fiorirono in una scuola autonoma. 

## Rimini
La stagione rinascimentale di Rimini fu per molti versi simile a quella di Urbino di Federico da Montefeltro, dipendendo esclusivamente dalle iniziative del suo signore, Sigismondo Pandolfo Malatesta (dal 1432 al 1468), che per i suoi progetti ambiziosi chiamò artisti di grande importanza da altre regioni, alcuni dei quali furono attivi anche a Urbino (come Leon Battista Alberti e Piero della Francesca). I caratteri autocelebrativi del Malatesta furono però più accentuati e, sia per la brevità che per la diversa statura intellettuale del suo protagonista, il Rinascimento a Rimini non riuscì a originare una cultura dotata di una propria, precisa, fisionomia, tanto è vero che alla morte di Sigismondo le fabbriche restarono interrotte e non si ebbero ulteriori sviluppi artistici.
Gli interventi di Sigismondo Pandolfo Malatesta su Rimini non si inquadrarono in un progetto urbanistico unitario, ma si limitarono a dominare l'abitato, segnalando inequivocabilmente la presenza del potere: la residenza fortificata di Castel Sismondo e il Tempio Malatestiano, mausoleo dinastico. La glorificazione del committente aveva il culmine nell'affresco di Piero della Francesca Sigismondo Pandolfo Malatesta in preghiera davanti a san Sigismondo (datato 1451), dove il telaio religioso si intreccia con aspetti politici e dinastici, come nelle fattezze di san Sigismondo che celano quelle dell'imperatore Sigismondo del Lussemburgo, che nel 1433 investì il Malatesta come cavaliere e ne legittimò la successione dinastica, ratificandone la presa di potere. 

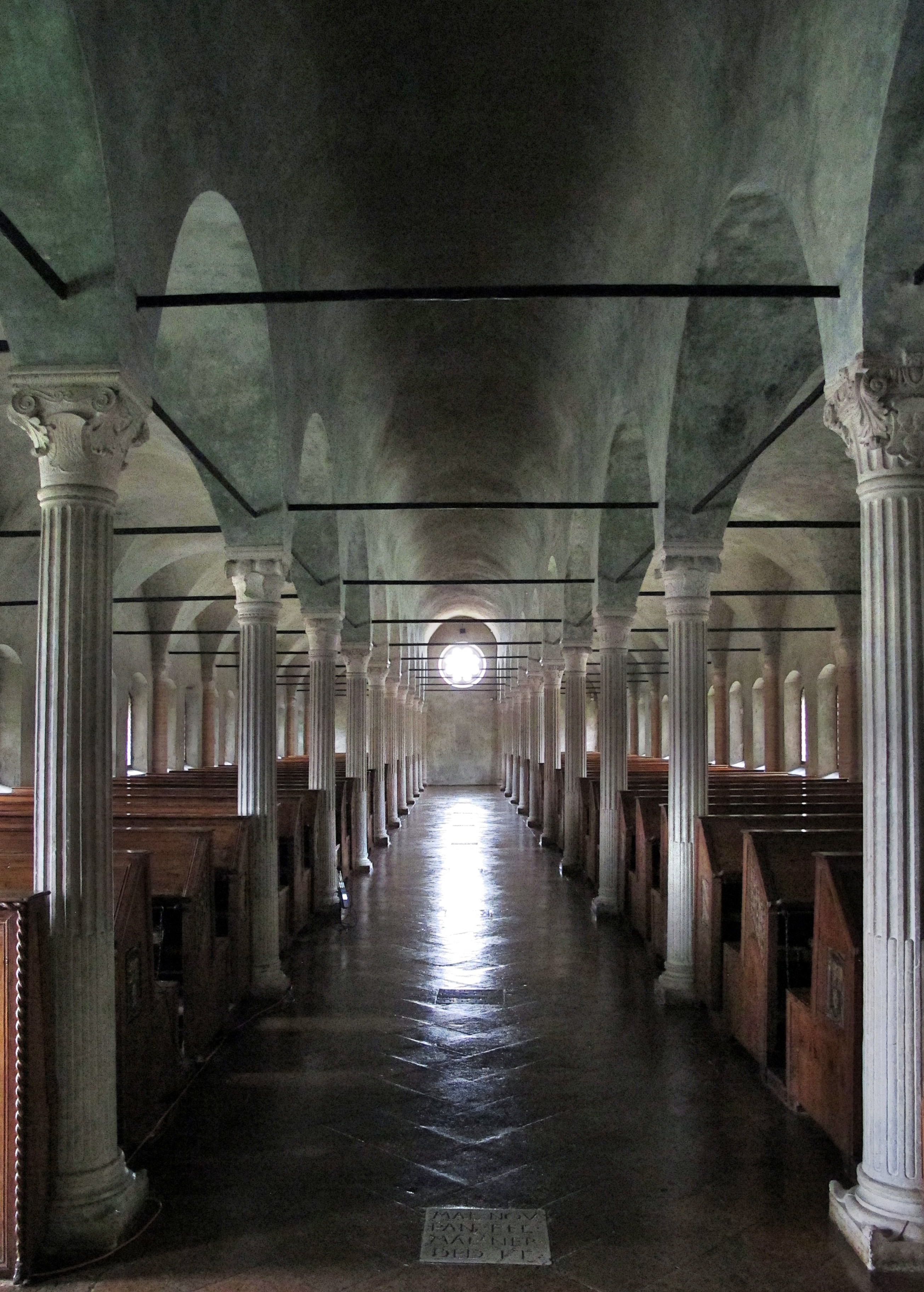
Biblioteca Malatestiana, aula del Nuti (sala di lettura)

## Cesena
La signoria cesenate dei Malatesta a Cesena portò una vivace stagione rinascimentale, fino al 1465, morte di Malatesta Novello, per poi continuare brevemente durante il regno di Cesare Borgia. Di quella stagione resta soprattutto la Biblioteca Malatestiana, un'opera integra e straordinaria di influenza albertiana, intuibile dall'armonia delle proporzioni dell'aula. La qualità della luce, al tempo stesso, può evocare i capolavori di Piero della Francesca, la cui presenza in città è stata più volte ipotizzata. L'autore conclamato è comunque Matteo Nuti da Fano, ricordato nell'iscrizione del 1452, al cui fianco lavorarono Cristoforo da San Giovanni in Persiceto, che firma la porta d'ingresso, e lo scultore Agostino di Duccio, attivo pure a Rimini. Si ricorda, inoltre, la visita di Leonardo da Vinci, nel 1502 per volere di Cesare Borgia, che fa rilievi alla Rocca e fornisce il progetto per il porto di Cesenatico.

## Forlì

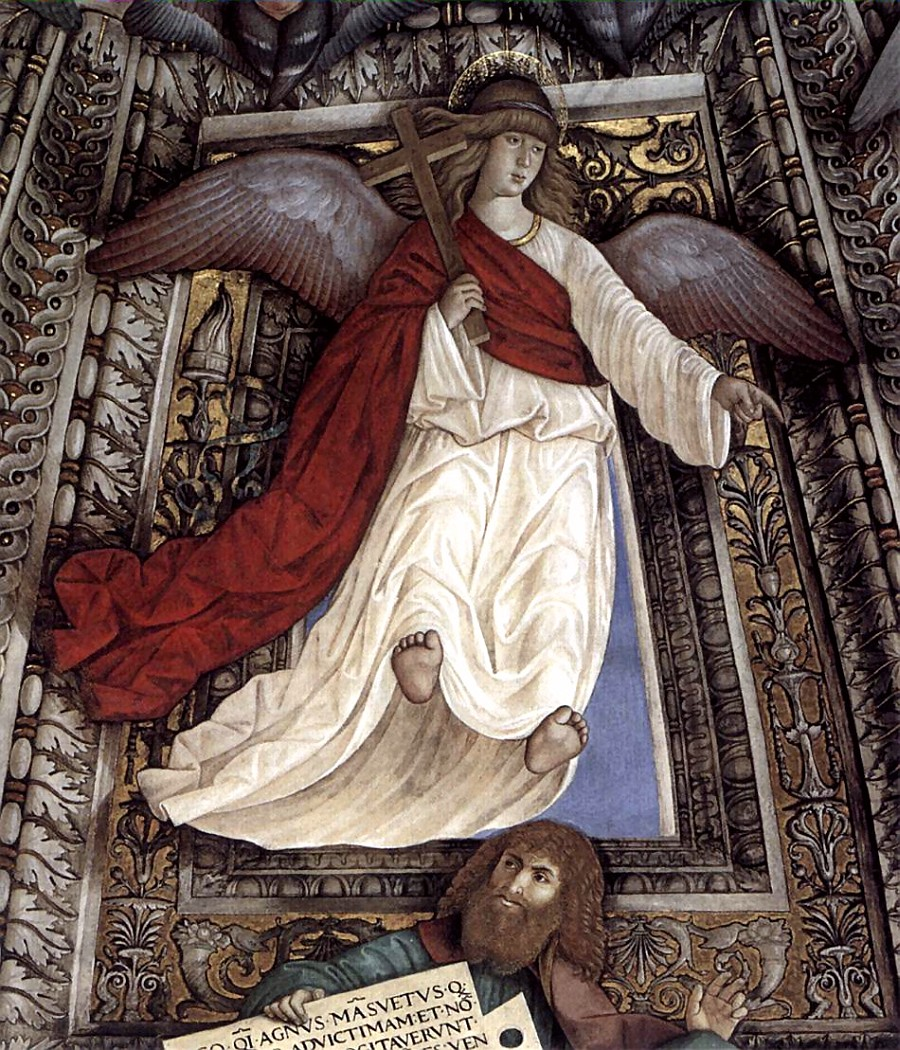
Melozzo, cupola della sagrestia di San Marco, Loreto (dettaglio)

Reduce da una vivace scena artistica nel Trecento, Forlì fu subito all'avanguardia nel campo del nuovo stile con Ansuino da Forlì che lavorò a fianco di Mantegna nella Cappella Ovetari di Padova. Egli fu forse maestro di Melozzo il quale, ispirandosi anche a Piero della Francesca, creò scene dai colori chiari, intrisi di luce, e dalla lucida costruzione prospettica, che non temeva i più arditi scorci eseguiiti fino ad allora in Italia, quelli da sott'in su che nemmeno i fiorentini padroneggiavano. 
Acclamato a Roma e a Loreto, di lui resta poco nella sua città. Diversamente è più diffusa in loco l'opera di Marco Palmezzano, che inventò il proprio stile attingendo a un ampio raggio di influenze disponibili.

## Faenza

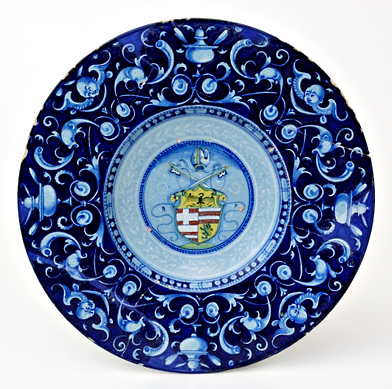
Faenza, piatto a grottesche con stemma (1525-1550 circa), Museo internazionale delle ceramiche

Faenza fu probabilmente il più importante centro europeo per la produzione di maiolica, dove venivano sperimentate le tecniche più avanzate che poi acquisivano anche gli altri centri produttivi sparsi per la penisola. 
Nella seconda metà del XV secolo si affermò la produzione di ceramica graffita e di maiolica dipinta, sia su tematiche simboliche sensibili alle istanze neoplatoniche, sia con il genere amatorio o la rappresentazione di volti virili e femminili dalla delicata purezza formale. Nel Cinquecento le officine faentine raggiunsero una propria autonomia linguistico decorativa, unitamente ad un'alta qualità tecnica, con l'affermarsi degli ornati caratteristici del pieno Rinascimento. Si diffondono le pitture a grottesche su fondi azzurri (tipologia berrettina) e la rappresentazione di temi tratti dalla mitologia e dall'Antico e Nuovo Testamento, il cosiddetto stile istoriato. 
Poco oltre la metà del Cinquecento si registra nella produzione faentina un mutamento d'orizzonte stilistico e formale, basato sulla riscoperta e l'esaltazione del bianco, coi cosiddetti "Bianchi di Faenza" dal denso color latteo.